# 宗左近俳句大賞
宗左近俳句大賞（そうさこんはいくたいしょう）は、公益財団法人雪梁舎美術館（新潟県新潟市）が主催する俳句賞。2000年に雪梁舎俳句大賞として創設、2007年の第8回から宗左近の名を冠した現在の名称に変更された。句集が選考対象となる。

## 選考委員
金子兜太、坪内稔典、黒田杏子、中原道夫

## 受賞者一覧
- 第1回（2000年）- 実施せず
- 第2回（2001年）- 島田牙城 『袖珍抄』
- 第3回（2002年）- 寺田良治 『プランクトン』
- 第4回（2003年）- マブソン青眼 『空青すぎて』
- 第5回（2004年）- 武田伸一 『出羽諸人』、富田敏子 『ものくろうむ』、 磯貝碧蹄館 『馬頭琴』（特別賞）
- 第6回（2005年）- 渡辺陽子 『蒼穹のカンタービレ』
- 第7回（2006年）- 池田澄子 『たましいの話』、田口満代子 『初夏集』
- 第8回（2007年）- 谷さやん 『逢ひに行く』、若井新一 『冠雪』
- 第9回（2008年）- 河辺克美 『花野の麒麟』
- 第10回（2009年）- 佐藤文香 『海藻標本』
- 第11回（2010年）- 木附沢麦青 『馬淵川』
- 第12回（2011年） - 宇井十間 『千年紀』、高橋洋一 『おふくろ』
- 第13回（2012年）- 石川青狼 『幻日』

## 参考資料
- 閑中俳句日記（別館）: 第3回田中裕明賞受賞（関悦史のブログエントリ、2012年4月30日）